# Карбидопа
Карбидопа (Лодозин) — препарат, который назначают людям с болезнью Паркинсона с целью подавления периферического метаболизма леводопы. Это свойство важно тем, что оно позволяет большей части вводимой леводопы преодолевать гематоэнцефалический барьер для воздействия на центральную нервную систему, вместо того чтобы подвергаться периферическому метаболизму с образованием веществ, неспособных преодолеть указанный барьер.

## Фармакология
Карбидопа ингибирует декарбоксилазу ароматических L-аминокислот (DOPA-декарбоксилазу или DDC), фермент, играющий важную роль в биосинтезе L -триптофана в серотонин и в биосинтезе L-DOPA в дофамин (DA). DDC существует как вне (периферии тела), так и в пределах гематоэнцефалического барьера .
Карбидопа используется для лечения, среди прочего, болезни Паркинсона (БП), состояния, характеризующегося гибелью дофаминергических нейронов в чёрной субстанции . Повышенный дофаминдоступность может повысить эффективность оставшихся нейронов и на время облегчить симптомы. Фармакологическая цель состоит в том, чтобы доставить экзогенный предшественник дофамина, известный как леводопа/L-ДОФА, в мозг пациентов с дефицитом дофамина. Леводопа/L-ДОФА может преодолевать гематоэнцефалический барьер, а дофамин — нет. Использование карбидопы кажется нелогичным при болезни Паркинсона (БП), поскольку она предотвращает превращение DDC леводопы/L-ДОФА в дофамин. Однако при экзогенном поступлении леводопа/L-ДОФА метаболизируется на периферии до своего активного метаболита дофамина, прежде чем достигает гематоэнцефалического барьера. Таким образом, мозг при болезни Паркинсона с дефицитом дофамина не будет получать столько своего пролекарства, предшественника леводопы/L-ДОФА, из-за периферического распада ДДК. Однако, карбидопа может снижать периферическую конверсию леводопы/L-ДОФА в ДДК до того, как она проникнет через гематоэнцефалический барьер. Карбидопа действует как периферический ингибитор ДДК, поскольку сама по себе карбидопа не может преодолевать гематоэнцефалический барьер. Другими словами, карбидопа не влияет на превращение леводопы/L-ДОФА в дофамин в головном мозге. В конечном счете, большая часть экзогенно обеспечиваемой леводопы/L-ДОФА достигает головного мозга. Коммерчески,Комбинации карбидопа/леводопа доступны для лечения центральной недостаточности дофамина.
Наряду с карбидопой другими ингибиторами DDC являются бенсеразид (Ro-4-4602), дифторметилдопа и α-метилдопа .